# Maxim Lwowitsch Konzewitsch

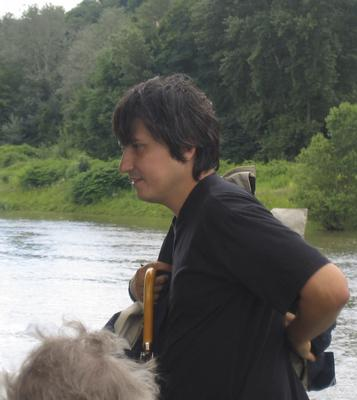
Maxim Kontsevich (2007)

Maxim Lwowitsch Konzewitsch (russisch Максим Львович Концевич, in der Literatur meist in der englischen Form „Maxim Kontsevich“ zitiert; * 25. August 1964 in Chimki) ist ein französisch-russischer Mathematiker. Er wurde 1998 mit der Fields-Medaille ausgezeichnet und gilt seit den 1990er Jahren als einer der einflussreichsten Mathematiker mit Arbeiten an der Schnittstelle von mathematischer Physik und algebraischer Geometrie. Zu seinen wichtigsten Beiträgen zählen der Beweis der Witten-Vermutung über die Berechnung von Schnittzahlen im Modulraum Riemannscher Flächen, die Entdeckung einer universellen Knoteninvariante und die Entwicklung der homologischen Spiegelsymmetrie.

## Leben
Nachdem er als Schüler Zweiter in der sowjetischen Mathematik-Olympiade wurde, studierte er Mathematik an der Lomonossow-Universität in Moskau. Ab 1985 war er Forschungsmathematiker am „Institut für Probleme des Informationübertragung“ (IITP RAS) in Moskau. 1992 promovierte er an der Universität Bonn bei Don Bernard Zagier, wobei er eine Vermutung von Edward Witten von 1991 bewies. Er ist seit 1995 Professor am Institut des Hautes Études Scientifiques (IHÉS) in Bures-sur-Yvette, Frankreich, und seit 1997 für je einen Monat im Jahr Gastprofessor an der Rutgers University in New Brunswick, New Jersey, USA.
Er hat die französische und russische Staatsbürgerschaft.

## Werk
1991 vermutete Witten, dass eine erzeugende Funktion, mit den Schnittzahlen von Varietäten im Modulraum (Klassifikationsraum) von Kurven (vom Geschlecht g mit n ausgezeichneten Punkten) als Koeffizienten, einer exakt integrablen (Korteweg-de-Vries) Differentialgleichung genügt. Die Vermutung hatte ihren Ursprung in Wittens Beweis der Äquivalenz zweier Modelle der Quantengravitation in zwei Dimensionen. Ein Jahr später wurde die Vermutung von Kontsevich bewiesen.
Auch weitere wichtige Arbeiten bewegen sich im Umfeld der mathematischen Physik, oft Ideen aus dem Umfeld der Stringtheorie folgend. Er fand eine Konstruktion für Knoteninvarianten aus Feynmanintegralen topologischer Quantenfeldtheorien. Alle Vassiliev-Knoteninvarianten lassen sich so konstruieren. In der Algebraischen Geometrie fand er Methoden für das Abzählen von rationalen algebraischen Kurven auf gewissen Varietäten in komplexen projektiven Räumen. Dabei arbeitete er teilweise mit Yuri Manin zusammen, mit dem er eine Vermutung über „Spiegelsymmetrie“ von dreidimensionalen Calabi-Yau-Mannigfaltigkeiten formulierte (siehe Floer-Homologie). Diese spielen eine Rolle bei der Kompaktifizierung von Superstringtheorien und die Spiegelsymmetrie ist eine Symmetrie zwischen bestimmten Calabi-Yau-Mannigfaltigkeiten, die sich aus der Äquivalenz von ihnen zugeordneten supersymmetrischen zweidimensionalen konformen Feldtheorien ergibt. 1994 führte Konzewitsch in seinem Vortrag auf dem Internationalen Mathematikerkongress seine einflussreiche homologische (kategorientheoretische) Formulierung der Spiegelsymmetrie ein. Ein weiteres wichtiges Resultat ist seine Quantisierung von allgemeinen Poisson-Mannigfaltigkeiten durch Konzewitschs Formel und weitere Beiträge zur nichtkommutativen algebraischen Geometrie.

## Preise und Mitgliedschaften
- 1992 EMS-Preis
- 1992 Otto-Hahn-Medaille
- 1992 Prix Européen de la Ville de Paris
- 1998 Fields-Medaille
- 2008 Crafoord-Preis
- 2012 Shaw Prize (für Arbeiten zur Deformationsquantisierung, motivische Integration und Spiegelsymmetrie).[10]
- 2012 Fundamental Physics Prize
- 2014 Breakthrough Prize in Mathematics gemeinsam mit vier weiteren Mathematikern.[11] In der Laudatio wurde sein tiefgreifender Einfluss in einer großen Zahl mathematischer Gebiete hervorgehoben, darunter algebraische Geometrie, Deformationstheorie, symplektische Geometrie, homologische Algebra und dynamische Systeme.

1998 erhielt er auf dem 23. Internationalen Mathematikerkongress in Berlin die Fields-Medaille neben Richard Borcherds, William Timothy Gowers und Curtis T. McMullen. 1997 erhielt er den Henri-Poincaré-Preis. 1994 hielt er einen Plenarvortrag auf dem ICM in Zürich (Homological algebra of mirror symmetry). 1992 war er eingeladener Sprecher auf dem Europäischen Mathematikerkongress in Paris (Feynman diagrams and low dimensional topology).
Seit 2000 ist er Mitglied der Academia Europaea (2000), seit 2002 der Académie des sciences und seit 2015 der National Academy of Sciences. 2016 wurde er Ehrenmitglied der London Mathematical Society.

## Namensgeber
Unter anderem ist er der Namensgeber des Konzewitsch-Integrals, von Konzewitsch-Komplexen, Konzewitschs charakteristischen Klassen, Konzewitsch-Propagatoren, des Konzewitsch-Modells und des Konzewitsch-Formalitätstheorems.

## Schriften (Auswahl)
Außer den in den Fußnoten zitierten Arbeiten.
- Manin, Kontsevich: Gromov-Witten classes, quantum cohomology and enumerative geometry, Comm. Math. Phys., Band 164, 1994, S. 525–562, arxiv:hep-th/9402147;
- Kontsevich: Enumeration of rational curves via torus actions. 1994, arxiv:hep-th/9405035
- mit Don Zagier: Periods, in Engquist u. a. Mathematics Unlimited, Springer 2001, pdf
- Kontsevich: Deformation quantization of Poisson manifolds, Lett. Math. Phys., Band 66, 2003, S. 157–216, arxiv:q-alg/9709040